# Dolgoproedny
Dolgoproedny (Russisch: Долгопру́дный, Russische uitspraak: [dəlɡɐˈprudnɨj]) is een stad in de Oblast Moskou, Rusland, ongeveer 20 kilometer ten noorden van het centrum van Moskou. De naam van de stad is afgeleid van het Russische "Долгий пруд" (dolgi proed, letterlijk "lange vijver"), een lange en smalle vijver gelegen in het noordoosten van de stad. De naam van de stad wordt in de wandeling soms ingekort tot “Dolgopa”.
De stad huisvest ook het befaamde Instituut voor Natuurkunde en Techniek van Moskou (MIPT).

## Galerij

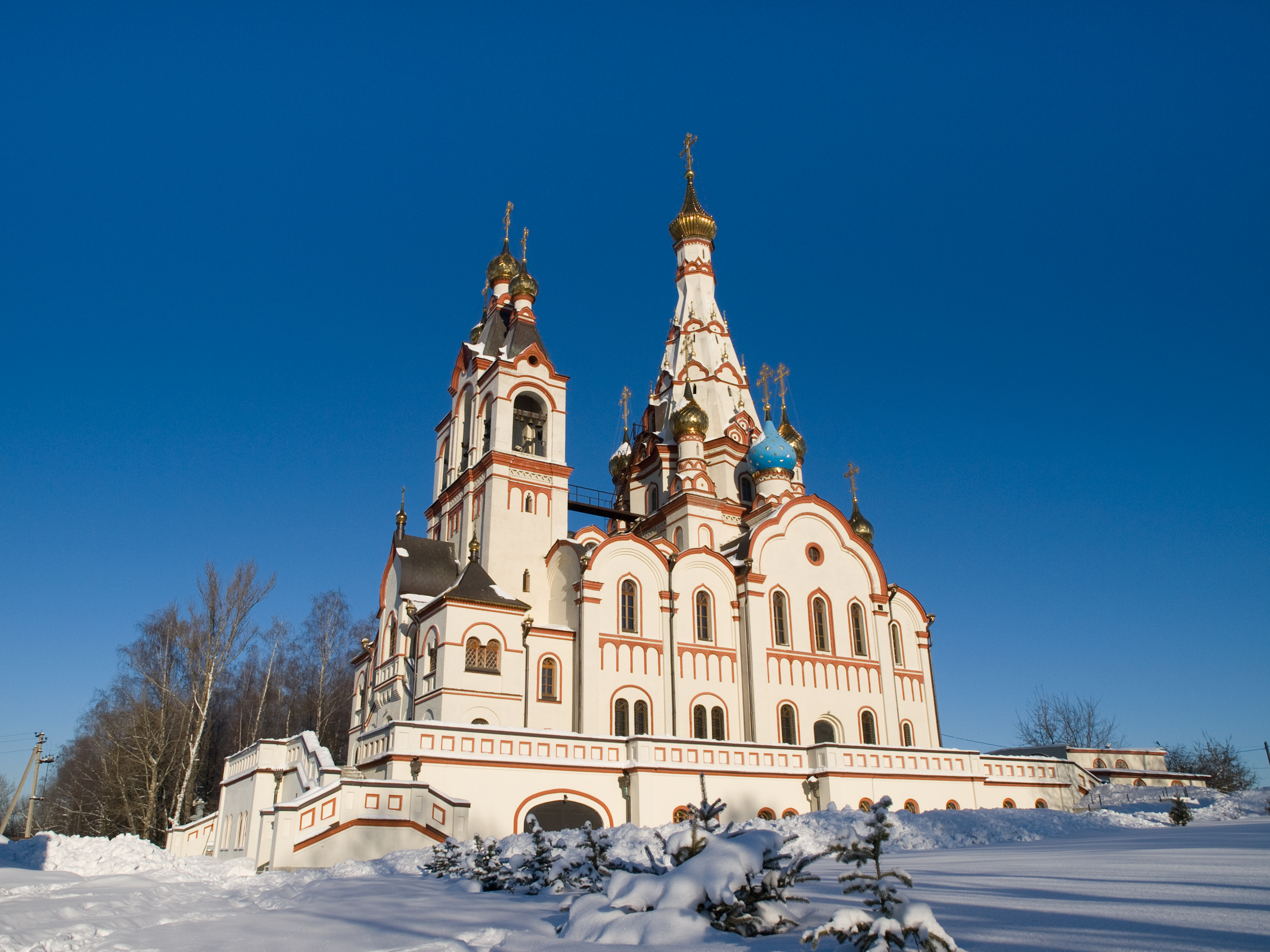
Kerk van de Theotokos van Kazan
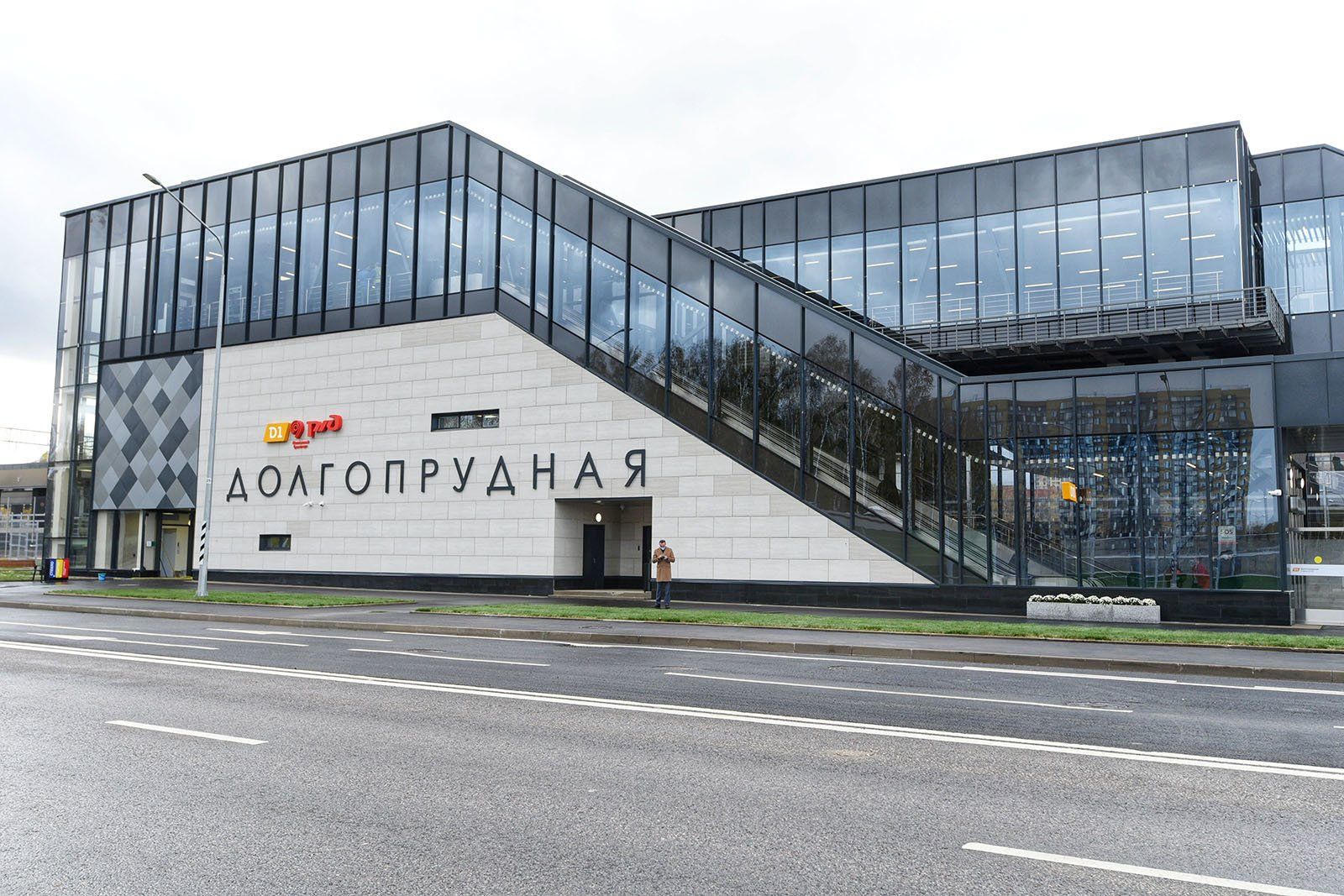
Spoorwegstation van Dolgoproedny
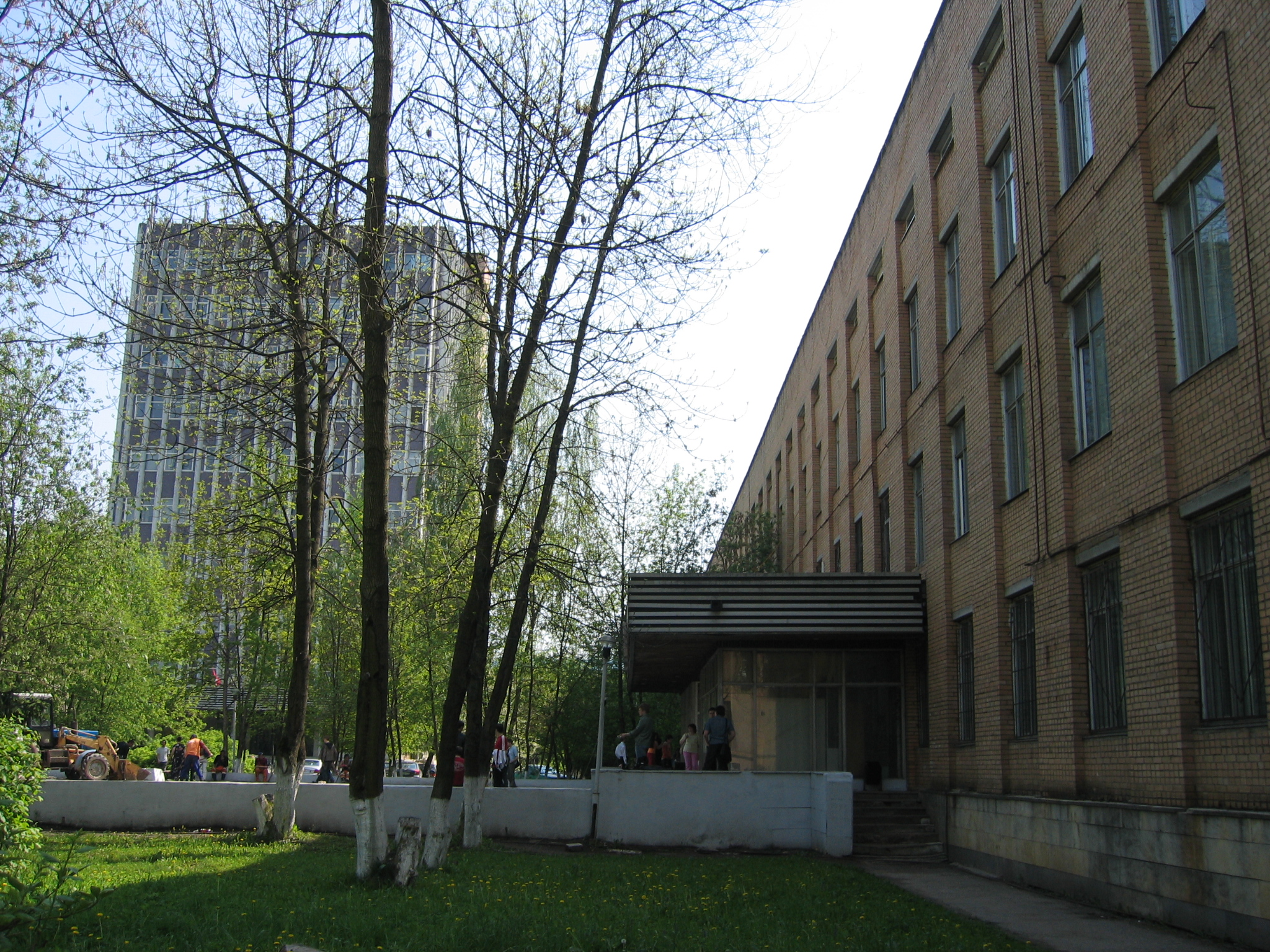
Campus van het MIPT
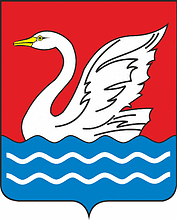
Wapenschild van de stad